# Belgisch Pauselijk College
Het Belgisch Pauselijk College (Frans: Collège ecclésiastique belge, Italiaans: Pontificio Collegio Belga) in Rome  is een Belgisch Katholieke onderwijsinstelling.

## Geschiedenis
Het College werd gesticht in 1844 door de Belgische bisschoppen en Mgr. Aerts, mede  met de hulp van de nuntius in België, Mgr. Pecci, die in 1878 tot paus Leo XIII zou verkozen worden. Het College biedt aan de bisschoppen de mogelijkheid om een aantal seminaristen naar Rome te sturen voor hun opleiding tot priester. De studenten wonen in het Belgisch College. Hun studie verrichten ze aan een van de pauselijke universiteiten zoals de Pauselijke Universiteit Gregoriana, afhankelijk van de studierichting.
Het college bevond zich bij de aanvang in het huis van Mgr. Aerts, die rector was van de Sint-Juliaan-der-Vlamingen. Van 1846 tot 1972 bevond het Belgisch Pauselijk College zich in de Via del Quirinale 26, vlak bij de Quattro Fontane. Sinds 1972 is het College gehuisvest in het Generalaat van de Broeders van Liefde aan de Via G.B. Pagano 35.
De meest vermaarde student van het College was Karol Wojtyla die later tot paus verkozen werd. Hij verbleef in het College van 1946 tot 1948.
Het Belgisch College is ook het huis waar de Belgische bisschoppen verblijven wanneer ze naar Rome gaan.

## Rectoren
- 1844 - 1854 Mgr. Aerts, stichter en eerste president
- 1851 - 1854 Mgr. Jozef Sonneville[2][3]
- 1854 - 1868 onbekend
- 1868 - 1872 Mgr. Petrus Sacré
- 1872 - 1878 Mgr. Victor Van den Branden de Reeth
- 1880 - 1927 Mgr. Charles de t’Serclaes
- 1927 - 1945 Mgr. Oscar Joliet
- 1946 - 1949 Mgr. de Furstenberg
- 1949 - 1962 Mgr. Jozef Devroede
- 1962 - 1972 Mgr. Albert Prignon
- 1972 - 1997 Mgr. Werner Quintens
- 1997 - 2008 Mgr. Johan Bonny
- 2009 - 2024 Mgr. Dirk Smet
- 2025 - heden Mgr. Geert Morlion[4]